# Bondengese
Cette page contient des caractères spéciaux ou non latins. S’ils s’affichent mal (▯, ?, etc.), consultez la page d’aide Unicode.
Le bondengese (ou dengese, kidengese) est une langue bantoue parlée en République démocratique du Congo. Dans le territoire de Dekese au Kasaï-Occidental.

## Exemples
| Traduction              | Mot Kidengese   | Prononciation standard |
| ----------------------- | --------------- | ---------------------- |
| femme (épouse, amante)  | wajy            |                        |
| femme(s) (sexe féminin) | moto, bomoto    |                        |
| enfant                  | denge           |                        |
| eau                     | basi            |                        |
| banane (plantain)       | kondo, bankondo |                        |
| feuilles de manioc      | banta           |                        |
| mariage                 | ba              |                        |
| petit                   | inteni          |                        |
| manger                  | ndè             |                        |
| grand                   | botalè          |                        |